# Primera División (Uruguay) 1969
Die Saison 1969 der Primera División war die 66. Spielzeit (die 38. der professionellen Ära) der höchsten uruguayischen Spielklasse im Fußball der Männer, der Primera División.
Die Primera División bestand in der Meisterschaftssaison des Jahres 1969 aus elf Vereinen, deren Mannschaften ab dem am 17. August 1969 ausgetragenen 1. Spieltag in den folgenden insgesamt 100 Meisterschaftsspielen jeweils zweimal aufeinandertrafen. Es fielen 252 Tore. Die Meisterschaft gewann Nacional Montevideo als Tabellenerster vor dem Meister der Vorsaison Club Atlético Peñarol und dem Zweitligaaufsteiger Bella Vista als Zweitem und Drittem der Saisonabschlusstabelle. Der Danubio FC musste in die Segunda División absteigen. Nacional und Peñarol qualifizierten sich für die Copa Libertadores 1970.
Torschützenkönig wurde mit 24 Treffern Luis Artime vom Meister Nacional Montevideo.
Zudem existiert in jenem Jahr eine Meisterschaftsrunde bestehend aus den Mannschaften von Peñarol, River Plate, Nacional, Bella Vista, Sud América und Cerro, in der jeweils fünf Spiele von nur sechs Vereinen gelistet sind. In der Literatur werden für Peñarol – insoweit widersprüchlich – 24 Meisterschaftsspiele zwischen dem 17. August 1969 und dem 27. Dezember 1969 ausgewiesen.

## Jahrestabelle
| Pl. | Verein                    | Sp. | S  | U | N  | Tore    | Diff. | Punkte |
| --- | ------------------------- | --- | -- | - | -- | ------- | ----- | ------ |
| 1.  | Nacional Montevideo       | 20  | 16 | 4 | 0  | 047:800 | +39   | 36     |
| 2.  | Club Atlético Peñarol (M) | 20  | 12 | 6 | 2  | 033:120 | +21   | 30     |
| 3.  | Bella Vista (N)           | 20  | 9  | 5 | 6  | 025:150 | +10   | 23     |
| 4.  | Racing Club de Montevideo | 20  | 7  | 7 | 6  | 025:250 | ±0    | 21     |
| 5.  | Sud América               | 20  | 7  | 6 | 7  | 025:200 | +5    | 20     |
| 6.  | River Plate               | 20  | 6  | 8 | 6  | 024:280 | −4    | 20     |
| 7.  | Club Atlético Cerro       | 20  | 5  | 6 | 9  | 012:200 | −8    | 16     |
| 8.  | Club Atlético Defensor    | 20  | 4  | 7 | 9  | 013:300 | −17   | 15     |
| 9.  | Rampla Juniors            | 20  | 3  | 8 | 9  | 017:350 | −18   | 14     |
| 10. | Liverpool FC              | 20  | 4  | 6 | 10 | 015:250 | −10   | 14     |
| 11. | Danubio FC                | 20  | 3  | 5 | 12 | 016:340 | −18   | 11     |

| (M) | Meister der vorangegangenen Saison  |
| (N) | Aufsteiger aus der Segunda División |

## Meisterschaftsrunde
| Pl. | Verein                | Sp. | S | U | N | Tore    | Diff. | Punkte |
| --- | --------------------- | --- | - | - | - | ------- | ----- | ------ |
| 1.  | Club Atlético Peñarol | 5   | 4 | 1 | 0 | 014:400 | +10   | 09     |
| 2.  | River Plate           | 5   | 4 | 0 | 1 | 010:600 | +4    | 08     |
| 3.  | Nacional Montevideo   | 5   | 3 | 1 | 1 | 009:400 | +5    | 07     |
| 4.  | Bella Vista           | 5   | 1 | 1 | 3 | 005:800 | −3    | 03     |
| 5.  | Sud América           | 5   | 0 | 2 | 3 | 004:120 | −8    | 02     |
| 6.  | Club Atlético Cerro   | 5   | 0 | 1 | 4 | 003:110 | −8    | 01     |